# Józef Curzydło
Józef Curzydło (ur. 1828, zm. 14 czerwca 1891 w Brnie na Morawach) – filantrop polski.
Był z zawodu krawcem. Pochodził z Krakowa, który opuścił jeszcze jako czeladnik. Pracował początkowo w Wiedniu, potem w Brnie, gdzie dorobił się znacznego majątku, m.in. kilku kamienic. U schyłku życia, dotknięty ślepotą, przekazał Akademii Umiejętności w Krakowie sumę 40 tysięcy guldenów austriackich na utworzenie "funduszu Józefa Curzydły dla popierania badań z dziedziny historii polskiej".